# مایکل فرانسیس تومپست
مایکل فرانسیس تومپست (انگلیسی: Michael Francis Tompsett؛ زادهٔ تاریخ ورودی نامعتبر است) فیزیک‌دان اهل بریتانیا است.
وی همچنین برندهٔ جوایزی همچون مدال ادیسون انجمن مهندسان برق و الکترونیک و مدال ملی فناوری و نوآوری شده است.